# Fort McDowell
Fort McDowell (også kendt som Camp McDowell) ligger i Maricopa County, i delstaten Arizona, USA.
Fort McDowell som ligger tæt ved Fountain Hills, blev grundlagt som fæstning af General Irvine McDowell i 1865 og forladt i 1890.
Stedet blev grundlagt af US Kavaleriet for at kontrollere Yavapai- og Apacheindianerne i området. Året 1891, returnerede regeringen disse 10.000 hektar til medlemmerne af Yavapai indianerstammen. Ruinerne af det gamle fort ligger i Fort McDowell-reservatet.